# Port lotniczy Laoag
Port lotniczy Laoag (IATA: LAO, ICAO: RPLI) – międzynarodowy port lotniczy położony w Laoag na Filipinach.

## Linie lotnicze i połączenia
| Linia Lotnicza | Kierunek                         |
| -------------- | -------------------------------- |
| Cebu Pacific   | 1. Manila                        |
| PAL Express    | 1. Manila                        |
| Sky Pasada     | 1. Basco 2. Binalonan 3. Calayan |